# Rada Kompanii Filipin

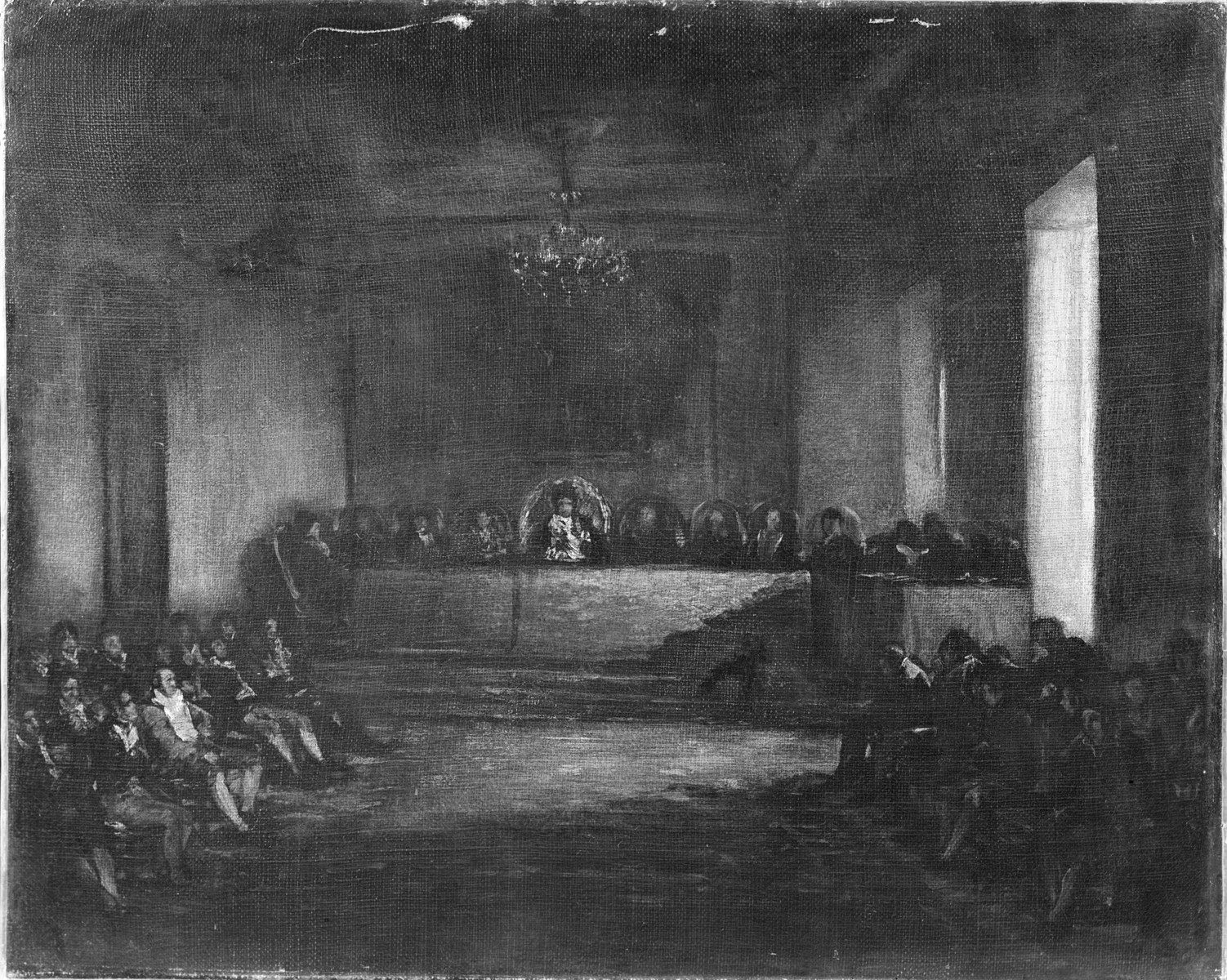
Szkic przygotowawczy do obrazu, 54 × 70 cm, Gemäldegalerie, Berlin

Rada Kompanii Filipin lub Junta Kompanii Filipińskiej (hiszp. La Junta de Filipinas lub Asamblea de la Compañía Real de las Filipinas) – obraz olejny hiszpańskiego malarza Francisca Goi (1746–1828), znajduje się w zbiorach Muzeum Goi w Castres. Przedstawia posiedzenie rady nadzorczej i akcjonariuszy Królewskiej Kompanii Filipin z 30 marca 1815, w którym uczestniczył król Ferdynand VII. Goya przekształcił oficjalny obraz dokumentujący historyczne wydarzenie w osobisty komentarz na temat despotyzmu władcy. Kompozycja i sposób przedstawienia tematu są nowatorskie, pełne surowego realizmu i plastycznie oddanej atmosfery dekadencji. Jest to największy obraz w dorobku twórczym malarza (poza projektami do tapiserii) i ma wymiary 320,5 × 433,5 cm.

## Kontekst historyczny
Wydarzenie przedstawione na obrazie jest związane z początkiem okresu restauracji i przywrócenia ancien régime w Hiszpanii. W 1814 zakończyła się wojna narodowowyzwoleńcza toczona przeciwko armii Napoleona. Król Ferdynand VII Burbon odzyskał tron i wrócił do kraju, gdzie entuzjastycznie nastawiony naród nazywał go „Upragnionym”. Oczekiwano, że król zaprzysięgnie uchwaloną przez Kortezy w Kadyksie konstytucję. Ten jednak kategorycznie odrzucił dorobek Kortezów i przywrócił monarchię absolutną, wraz z jej zacofanymi prawami i instytucjami. Pomimo dewastacyjnych skutków wojny odczuwalnych w całym kraju, król skupił się na przeprowadzeniu politycznej czystki. Rozpoczęły się represje wymierzone przeciwko liberałom, zwolennikom idei oświecenia i sprzymierzeńcom Francuzów. Groźba więzienia, wygnania lub konfiskaty majątku wywołała falę emigracji do Francji. Monarchia znajdowała się na skraju bankructwa, a kraj pogrążał się w kryzysie ekonomicznym. Król i jego rząd szukali jakichkolwiek zasobów finansowych, skupiając się na handlu kolonialnym. W latach 1814–1820 Hiszpania sukcesywnie traciła kontrolę nad koloniami zamorskimi.
Królewska Kompania Filipin stanowiła kluczowy element planu modernizacji struktury gospodarczej Hiszpanii podjętego przez Karola III, dziadka Ferdynanda VII. Powstała z inicjatywy polityka Francisca Cabarrúsa; została ustanowiona królewskim dekretem 10 marca 1785. Jej celem był rozwój bezpośredniego handlu między Filipinami (kolonią hiszpańskiego imperium) a metropolią. Początkowo przynosiła duże zyski, ale już od 1794 (za panowania Karola IV) rozpoczęła się jej stopniowa dekadencja. Lata wojny i okupacji 1808–1814 w połączeniu ze złą organizacją przyniosły milionowe straty, których nie udało się odrobić. Po wojnie król Ferdynand VII oczekiwał, że zaciągnięte u kompanii pożyczki zostaną częściowo anulowane, mimo że ona sama znajdowała się w złej sytuacji finansowej. Relacje z władzą pogarszał fakt, że król potępiał organizację za związki z liberałami. Działalność kompanii zakończyła się między końcem XVIII a początkiem XIX wieku, została rozwiązana w 1834.

## Okoliczności powstania
30 marca 1815 w Madrycie odbyło się pierwsze od czasu wojny doroczne zgromadzenie 51 członków zarządu i akcjonariuszy kompanii. Miało miejsce o 9 rano w sali recepcyjnej pałacu przy ulicy Carretas 20 w Madrycie. Miguel de Lardizábal jako przewodniczący kompanii i minister do spraw Indii Zachodnich, a także zwolennik Ferdynanda VII poprosił króla o uczestnictwo w radzie i patronat nad kompanią. Nie otrzymał oficjalnej odpowiedzi, ale król niespodziewanie wziął udział w zebraniu, mimo że władcy nie mieli w zwyczaju przewodniczenia zgromadzeniom kupieckim, gdzie reprezentowali ich ministrowie. Możliwe, że król chciał osobiście rozeznać się w sytuacji kompanii i oszacować potencjalne źródło funduszy dla korony. Zgodnie z protokołem z posiedzenia król pojawił się w towarzystwie kapitana straży przybocznej księcia de Alagón i zajął fotel przewodniczącego. Oprócz niego w radzie zasiadali: przewodniczący Miguel Lardizábal, wiceprzewodniczący Ignacio Omulryan y Rourera, Ignacio Martínez de Villela, José Antonio de Larrumbide reprezentujący interesy korony, markiz de Hormazas reprezentujący akcjonariuszy, F. R. López de Labarrieta i Manuel de la Torre Rauri z Banku San Carlos, Vicente de la Torre y Rumoroso i Domingo del Valle ze związku rzemieślników cechowych Cinco Gremios Mayores, dyrektor Juan Manuel de Gandasegui, księgowy José María Bernoya i sekretarz José Luis Munárriz. Król wysłuchał półtoragodzinnego dyskursu Lardizábala odczytanego przez sekretarza José Munárriza, gdyż przewodniczący był przeziębiony. Dyskurs przewodniczącego wyrażał nadzieję na to, że po okresie dewastacyjnej wojny i okupacji Bonapartego rozwój handlu zamorskiego przywróci Hiszpanii i jej imperium dawną świetność. W rzeczywistości kompania nie przynosiła już zysków i wkrótce miała zostać rozwiązana. Wizyta króla miała być zatem zabiegiem marketingowym ukrywającym kłopoty finansowe kompanii i zapewniającym poparcie dla dalszej ekspansji. Po wysłuchaniu dyskursu król zainteresował się szczegółami administracji i zarządzania kompanii, odwiedził jej biura i opuścił radę. Sesję kontynuowano bez niego, wybrano sekretarza José Munárriza na nowego dyrektora.
15 kwietnia 1815 wiceprzewodniczący Omulryan zlecił Lardizábalowi, aby uzyskał pozwolenie króla na upamiętnienie tego wydarzenia na monumentalnym dziele godnym monarchy. Zgodę otrzymał 20 kwietnia. Prawdopodobnie dzięki licznym koneksjom zlecenie na obraz otrzymał Goya. Malarz nie tylko znał wielu akcjonariuszy kompanii (m.in. jej inicjatora Francisca Cabarrúsa i pierwszego dyrektora Bernarda de Iriarte), ale także sportretował kilkoro z nich. Jako członek Królewskiej Akademii Sztuk Pięknych św. Ferdynanda znał dobrze José Munárriza, który zrezygnował ze stanowiska dyrektora akademii, aby przewodniczyć kompanii. Ponadto teść syna Goi Miguel Martín de Goicoechea był jednym z akcjonariuszy kompanii i mógł poprzeć jego kandydaturę na wykonawcę obrazu. Możliwe, że sam Goya również był akcjonariuszem, gdyż miał dostęp do poufnych informacji.
Goya w 1815 miał 69 lat, był uznanym artystą, mającym za sobą wiele lat kariery. Pobierał pensję nadwornego malarza, ale nie pracował już dla dworu. Ograniczał liczbę zamówień ze względu na problemy zdrowotne – zmagał się z niemal całkowitą głuchotą i postępującą ślepotą. W tym okresie był także rozczarowany powrotem Ferdynanda VII na tron, gdyż król odsunął się od idei oświecenia i zniweczył nadzieje hiszpańskich liberałów na bardziej postępową Hiszpanię. Nie wiadomo, czy malarz był obecny na zebraniu kompanii. Możliwe, że zrekonstruował scenę na podstawie relacji Miguela Martína de Goicoechea lub relacji opublikowanej 8 kwietnia w „Gaceta de Madrid”. Mógł także odwiedzić salon madryckiego pałacu, w którym odbyło się zebranie i sporządzić szkic wnętrza. 2 lipca 1815 szwedzki ambasador Jacob Gustaf De la Gardie odwiedził warsztat Goi, kiedy ten był w trakcie pracy nad portretem rady. Obraz został ukończony we wrześniu tego samego roku.
Istnieje także szkic przygotowawczy do tego dzieła, znajdujący się w kolekcji Gemäldegalerie w Berlinie. W szkicu Goya zastosował mocniejszy światłocień, zniuansowany w ostatecznej wersji obrazu. To pozwoliło mu skupić się na niektórych detalach, takich jak dekoracja posadzki czy ściany, które nie zostały wyszczególnione w szkicu.

## Opis obrazu

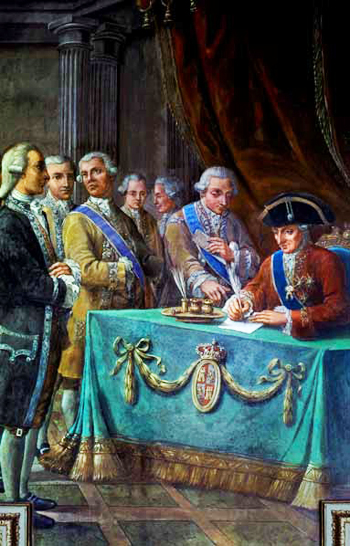
Karol III podpisuje dekret o wolnym handlu z Ameryką, Pere Pau Muntanya

Użycie światła jest inspirowane obrazem Panny dworskie Velázqueza

Obraz upamiętniający zgromadzenie rady kompanii jest jednocześnie zbiorowym portretem jej członków i akcjonariuszy. W tle salonu recepcyjnego widać stół prezydialny na podium, przy którym zasiada zarząd kompanii; na rozmieszczenie członków musiała wpłynąć obecność króla. Ferdynand VII zajmuje centralne miejsce, Goya przedstawił go w dość sztywnej pozycji; wydaje się wyniosły i autorytarny. Wśród innych postaci wyróżnia go wojskowy mundur galowy oraz wstęga Orderu Karola III. Owalne oparcie krzesła wydaje się oprawiać go jak ramy obrazu. Jego postać jest bardzo mała i oddalona od publiczności, która nie zwraca na niego szczególnej uwagi. Nieczytelny obraz wiszący na ścianie nad prezydium mógł być portretem króla Karola III, fundatora kompanii.
Zgodnie z protokołem z posiedzenia przewodniczący kompanii Miguel de Lardizábal powinien siedzieć na prawo od króla, ale według niektórych krytyków ta postać go nie przypomina. Jeszcze przed ukończeniem obrazu, we wrześniu 1815, Lardizábal został oskarżony o faworyzowanie interesów jego rodzinnego Meksyku, zdjęty ze stanowisk i uwięziony przez króla. Możliwe, że Goya musiał przenieść go w inne miejsce – umieścił go po lewej stronie, dyskretnie stojącego w niszy poza zasięgiem wzroku króla (postać ta nie pojawia się na szkicu przygotowawczym). Obok niego widać zrezygnowanego, pochylonego mężczyznę – według Alberta Boime jest to sam Goya, który dzieli porażkę z Lardizábalem – niedokończony jeszcze obraz stracił swój sens wraz z uwięzieniem jego promotora. Również puste krzesło po lewej stronie stołu może symbolizować nieobecność Lardizábala lub wolne stanowisko, które miano wypełnić podczas sesji. Historyk sztuki Xavier Bray uważa, że obie postaci – ta w niszy i ta po prawej ręce króla – przedstawiają Lardizábala. Goya mógł zostać poproszony o późniejsze dodanie postaci w niszy, symbolizującej fakt, że chociaż Lardizabal był obecny na zebraniu, to później został zmarginalizowany z powodu korupcji. Po lewej stronie króla z pewnością zasiada wiceprzewodniczący Ignacio Omulryan y Rourera. Przy oknie można także zidentyfikować postać sekretarza José Munárriza czytającego dyskurs.
Po obu stronach obrazu widać rzędy zwróconych ku sobie akcjonariuszy kompanii. Wszystkie postacie są zindywidualizowane, tworząc ekspresyjny rejestr hiszpańskiej szlachty i arystokracji. Mowa ciała uczestników zebrania i zauważalne powszechne zmęczenie sugerują, że zebranie było zbyt długie. Mrok pogłębia uczucie ogólnego przygnębienia, a uczestnicy sprawiają wrażenie pogrążonych w zbiorowym letargu. Postawa wielu akcjonariuszy wyraża brak szacunku wobec monarchy – odwracają się plecami, gawędzą między sobą lub patrzą w inne miejsce. Realizm, z którym Goya potraktował salon, sprawia, że widz dostrzega nawet nieświeże powietrze w pomieszczeniu, w którym przez długi czas przebywało wielu ludzi.

## Technika
Według tradycyjnego modelu w centrum kompozycji i światła powinno znaleźć się prezydium, tak jak na obrazie Karol III podpisuje dekret o wolnym handlu, Pere Pau Muntanyi. Kompozycja Goi jest nowatorska – postacie znajdują się na brzegach i w głębi obrazu, podczas gdy w centrum pozostaje dużo pustej przestrzeni powiększonej dodatkowo za sprawą perspektywy. Postać króla znajduje się na zbiegu linii perspektywicznych, prowadzą do niego także linie podłogowej mozaiki i oś żyrandola. Goya ukazuje ciężką atmosferę zebrania poprzez właściwości światła i jego odbicie na różnych obszarach płótna, szczególnie na podłodze. Światło wpada do pomieszczenia przez duże okno po prawej stronie, pozostawiając część sali w ciemności, podobnie jak na obrazie Panny dworskie Velázqueza. Tym obrazem inspirowany jest także podział kompozycji na prostokątne płaszczyzny. Za pomocą światła Goya wyodrębnił ważniejsze postacie – jego mocniejszy blask pada na postać monarchy, twarz Lardizábala stojącego w niszy i niektórych uczestników. Albert Boime uważa, że światło jest zarówno elementem technicznym, jak i narracyjnym, jest metaforą ważnego dla Goi oświecenia. W okresie restauracji Goya nieprzerwanie oscyluje między światłem i cieniem, aż do czasu powstania czarnych obrazów, których dominująca ciemność wyraża rozpacz i rezygnację malarza.
W palecie barw dominują nałożone z luźną fakturą czerwonawe tony, brązy, czernie i szarości.

## Interpretacja
Obraz jest wyjątkowo mroczny, co może odzwierciedlać obskurantyzm idei powracającego z wygnania Ferdynanda VII, w przeciwieństwie do bliskiego malarzowi oświecenia. Niektórzy krytycy widzą w tym przedstawieniu ukrytą krytykę monarchii absolutystycznej Ferdynanda VII i stosowanych przez niego represji. Goya w niepochlebny sposób podkreśla centralizm nieudolnego i słabego króla, którego władza nie opiera się na szacunku, lecz na absolutyzmie i strachu. Jest bardzo prawdopodobne, że wraz z wygnaniem Lardizábala i likwidacją ministerstwa do spraw Indii Zachodnich zamówienie na obraz zostało anulowane. Goya przekształcił więc malarski rejestr z zebrania w osobistą krytykę monarchy. Z drugiej strony zachowany szkic przygotowawczy jest bardzo zbliżony do ostatecznego obrazu, możliwe zatem, że malarz od początku zamierzał przedstawić zebranie w ten sposób.
Protokół z zebrania odnotowuje obecność 14 członków rady nie licząc króla, Goya namalował jednak tylko 12 osób przy prezydialnym stole, pozostawiając dodatkowo jedno wolne krzesło. Malarz w ironiczny sposób nawiązuje do ikonografii Ostatniej Wieczerzy, w której rolę Chrystusa odgrywa król, a Judasza stojący w niszy Lardizábal. Owalne oparcia foteli służą członkom rady za aureole. Goya przywołując paradygmat zdrady, wskazuje na złe rządy i nadużycia władzy Ferdynanda VII.
Według Xaviera Braya dzieło może mieć charakter satyryczny, stanowić obraz bezcelowości i daremności poprzez przedstawienie zebrania nierentownej organizacji z teatralnym patronatem króla. Brytyjski malarz Lucian Freud, który w 1960–1961 odwiedził muzeum w Castres, powiedział, że jest to obraz „absolutnie niczego”. Według Roberta Hughesa jest to „zatłoczona kompozycja, paradoksalnie opowiadająca o pustce i samotności, teatralne przedstawienie [...], gdzie wszelka akcja zamarła i nic się nie dzieje”. Możliwe jest także, że Goya chciał podkreślić podział między pochodzącymi z różnych klas społecznych akcjonariuszami, oraz klasą rządzącą – królem, ministrami i członkami zarządu, od których zależał los tych pierwszych.

## Indywidualne portrety
Wśród akcjonariuszy i członków rady znalazło się wielu znajomych Goi, z których kilkoro zostało przez niego sportretowanych. Kolejno w 1788 i 1797 Goya namalował inicjatorów powstania kompanii hrabiego Cabarrúsa i Bernarda de Iriarte. W 1815 powstały indywidualne portrety trzech członków kompanii: jej przewodniczącego Miguela de Lardizábala pozbawionego stanowiska w trakcie powstawania obrazu (w ręce trzyma kartkę z inskrypcją nawiązującą do wygnania), wiceprzewodniczącego Ignacia Omulryana i nowego dyrektora (byłego sekretarza) José Munárriza. Na portrecie rady Ferdynand VII ma na sobie wojskowy strój galowy, podobnie jak na obrazie Ferdynand VII w obozie wojskowym z ok. 1815.

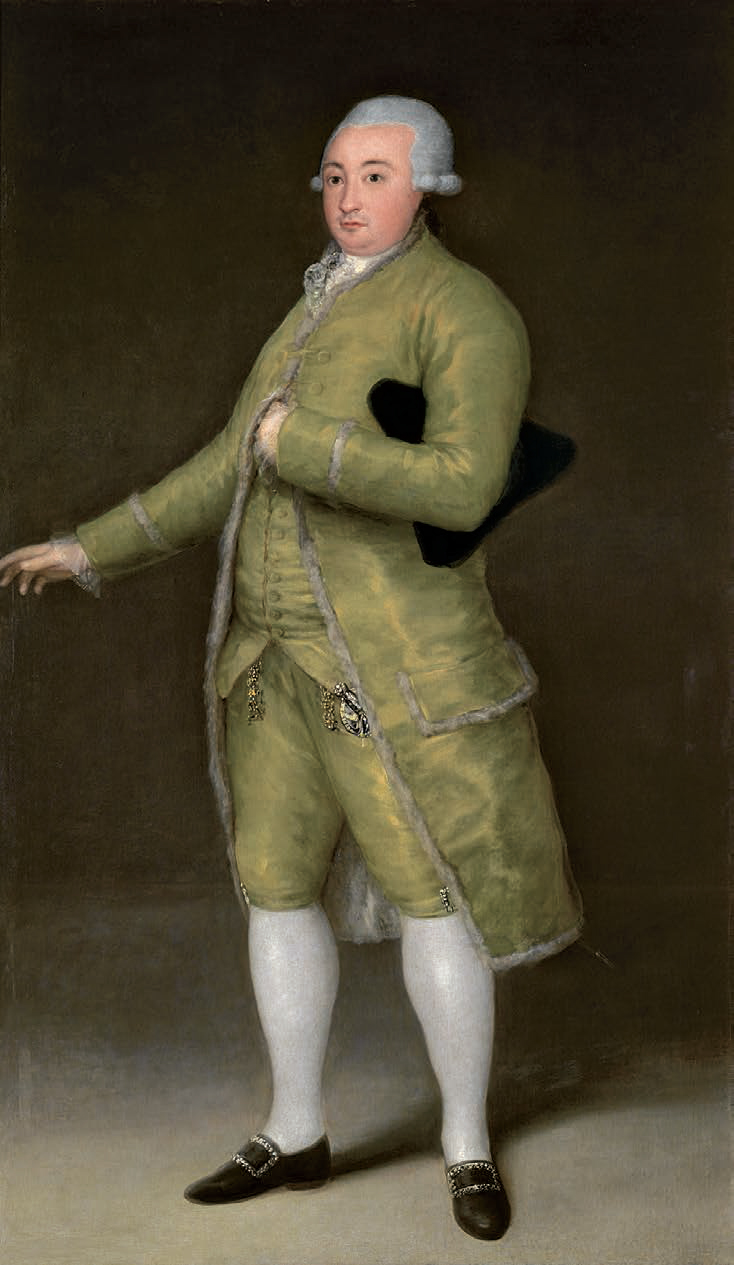
Hrabia Cabarrus
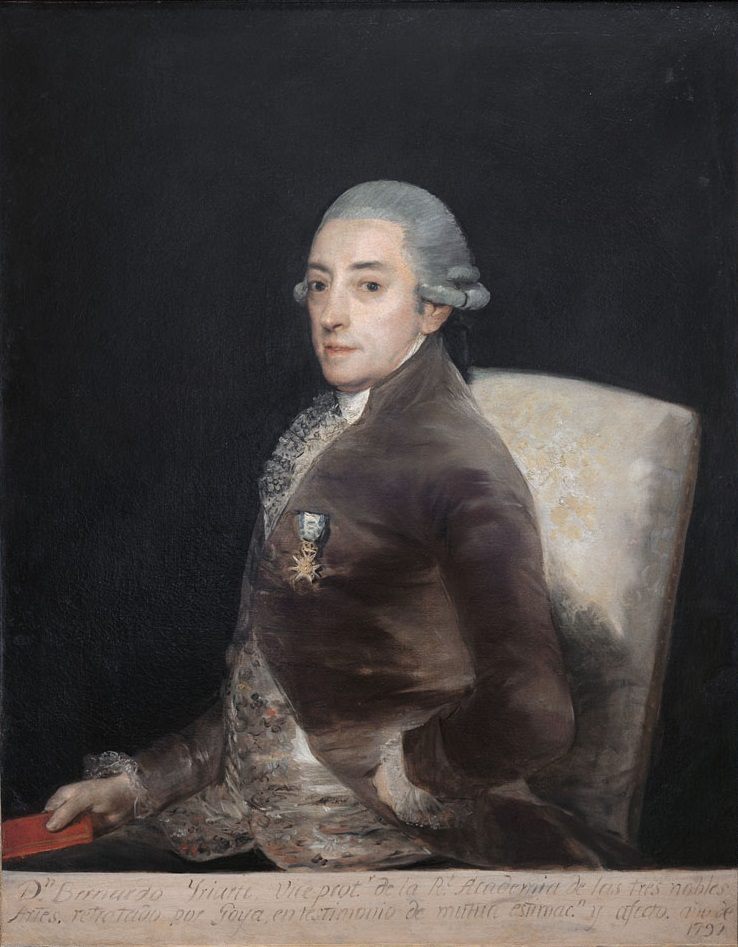
Bernardo de Iriarte
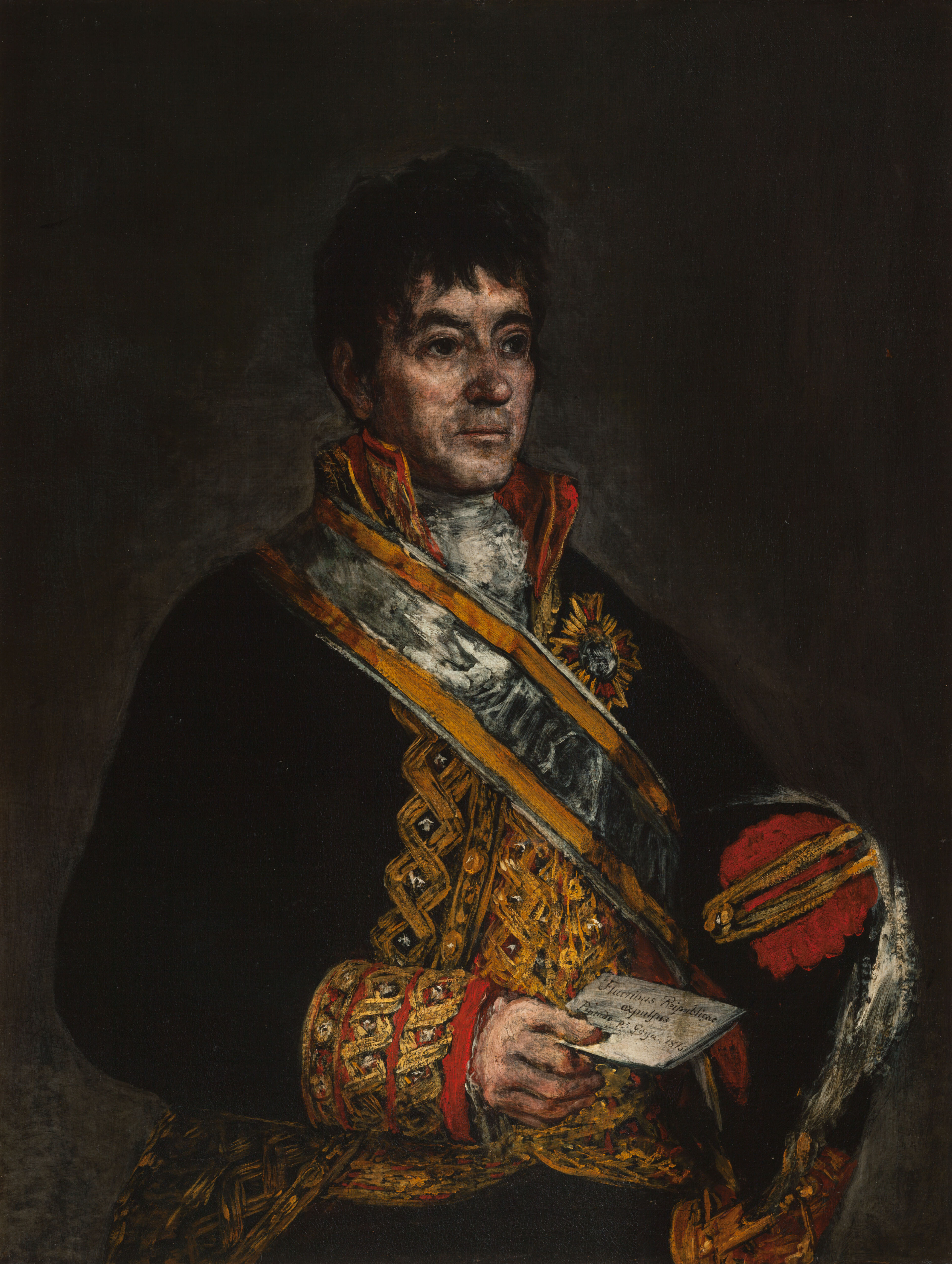
Miguel de Lardizábal
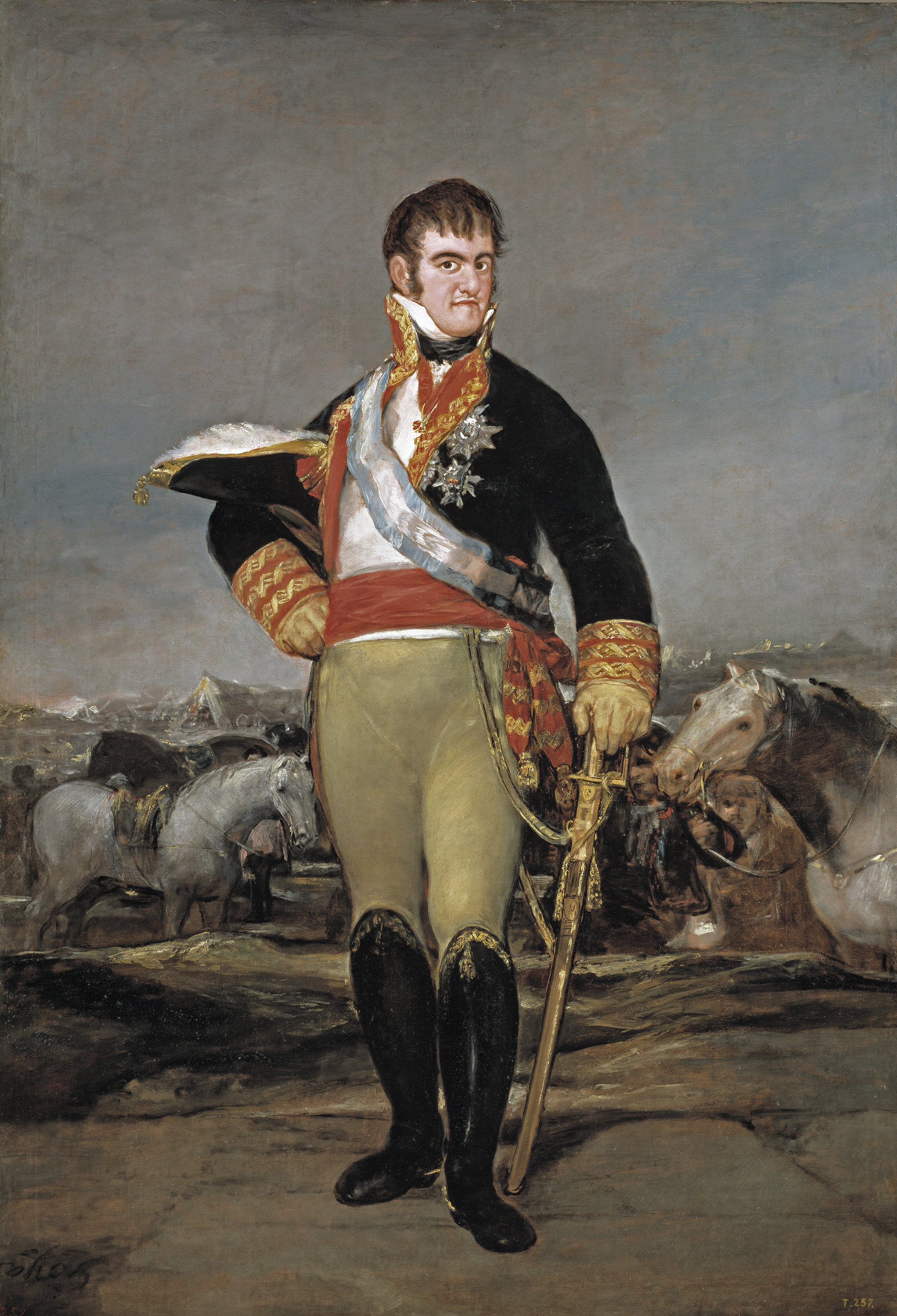
Ferdynand VII w obozie wojskowym
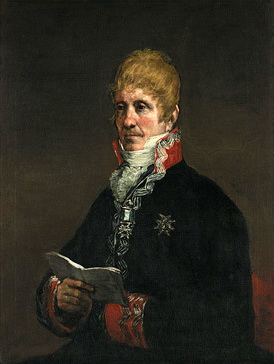
Ignacio Omulryan y Rourera
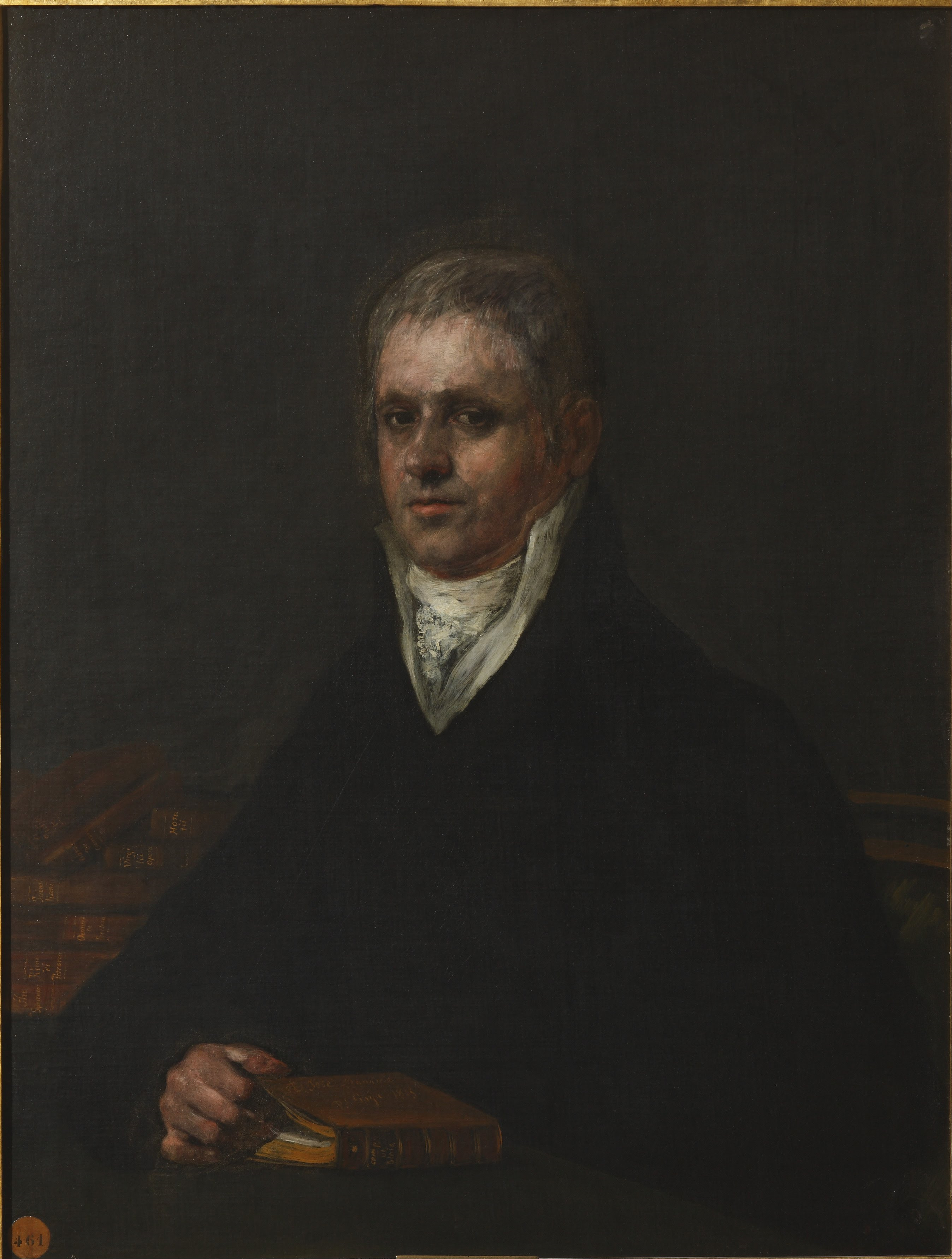
José Luis Munárriz

## Proweniencja
Obraz prawdopodobnie miał być eksponowany w salonie recepcyjnym pałacu, w którym miało miejsce uwiecznione na nim zebranie. Rozwiązanie zadłużonej kompanii w 1834 dało początek niekończącym się procesom sądowym, dlatego trudno ustalić, gdzie płótno znajdowało się od czasu powstania do zarejestrowanej sprzedaży w 1881. Uważa się, że został przekazany związkowi rzemieślników cechowych Cinco Gremios Mayores. Być może został usunięty z oficjalnych kolekcji ze względu na domniemaną krytykę monarchii. Pojawił się później w kolekcji Ángela Maríi Teradillosa z Madrytu. Francuski malarz Marcel Briguiboul, który studiował w Hiszpanii, nabył go w Madrycie 7 maja 1881 od José Antonia Teradillosa za cenę 35 000 reali. Briguiboul kupił w stolicy także dwie inne prace Goi: Portret Francisca del Mazo i Autoportret w okularach. Spadkobierca i syn Marcela, Pierre Briguiboul, przekazał te i inne dzieła sztuki ze swojej kolekcji do Muzeum Goi w Castres w latach 1893–1894.

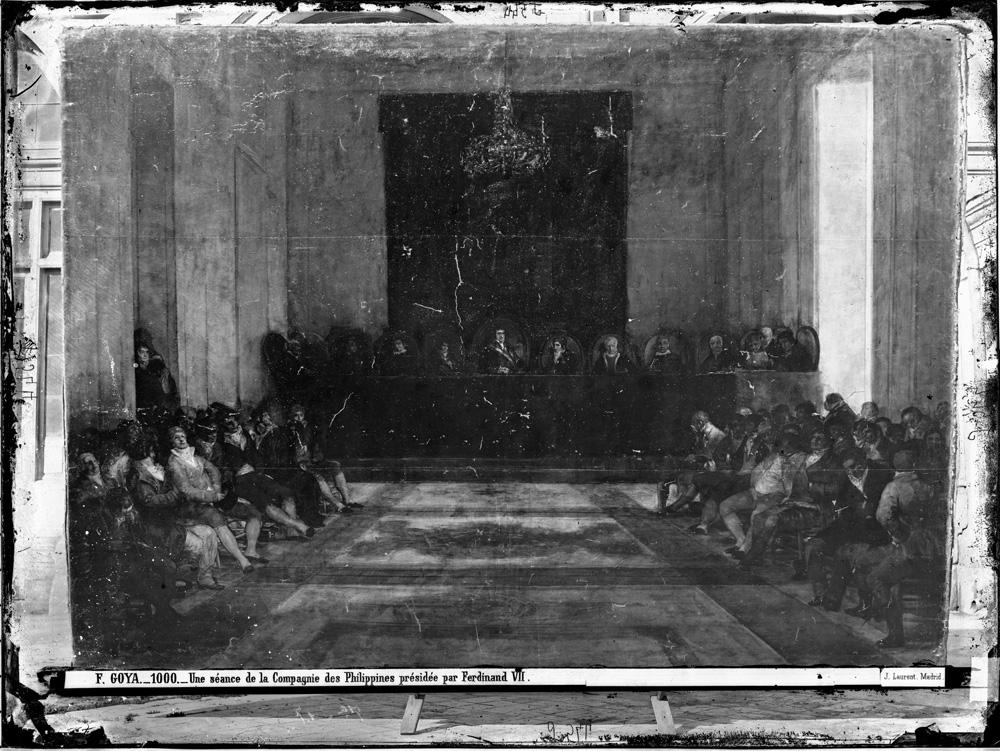
Rada Kompanii Filipin sfotografowana przez Jeana Laurenta między 1868 a 1872

Między 1868 a 1872 obraz został sfotografowany przez Jeana Laurenta, francuskiego fotografa mieszkającego w Hiszpanii. Laurent fotografował panoramy miast, krajobrazy, zabytki i dzieła sztuki z Półwyspu Iberyjskiego. Od 1865 pod kierunkiem malarza Benita Soriano Murillo zaczął fotografować arcydzieła sztuki z Muzeum Prado. Obrazy ustawiano na świeżym powietrzu na dobrze oświetlonym patio dawnego Muzeum Trójcy Świętej połączonego w latach 1870–1872 z Prado. W tym miejscu została również sfotografowana Rada Kompanii Filipin.
Olejny szkic przygotowawczy o wymiarach 54 × 70 cm należał do kolekcji Laperlier. Został sprzedany w 1879, następnie znajdował się w kolekcji barona de Beurnonville. W 1884 nabył go R. Goldschmidt, a w 1900 przekazał do Kaiser-Friedrich-Museum (Muzeum Bodego) w Berlinie. Obecnie znajduje się w zbiorach Gemäldegalerie w Berlinie.